# Dringo (Todanan)
Dringo is een bestuurslaag in het regentschap Blora van de provincie Midden-Java, Indonesië. Dringo telt 1881 inwoners (volkstelling 2010).